# Abbazia di Mellifont
L'Abbazia di Mellifont (in irlandese An Mhainistir Mhór, letteralmente "Il Grande Monastero"), era un'abbazia cistercense situata vicino a Drogheda nella contea di Louth, in Irlanda. Fu la prima abbazia dell'ordine ad essere costruita in Irlanda. Nel 1152 ospitò il Sinodo di Kells-Mellifont. Dopo il suo scioglimento, nel 1539, divenne un maniero privato. Qui avvenne la firma del Trattato di Mellifont, nel 1603, e servì come quartier generale di Guglielmo d'Orange nel 1690 durante la Battaglia del Boyne.
Oggi, l'abbazia in rovina è un monumento nazionale d'Irlanda accessibile al pubblico. Il nome in inglese del monastero, "Mellifont", deriva dalla frase latina Melli-fons, che significa "Fonte di miele".

## Posizione
L'abbazia di Mellifont si trova sulle rive del fiume Mattock, a circa 10 km a nord-ovest di Drogheda.

## Storia

### Origini

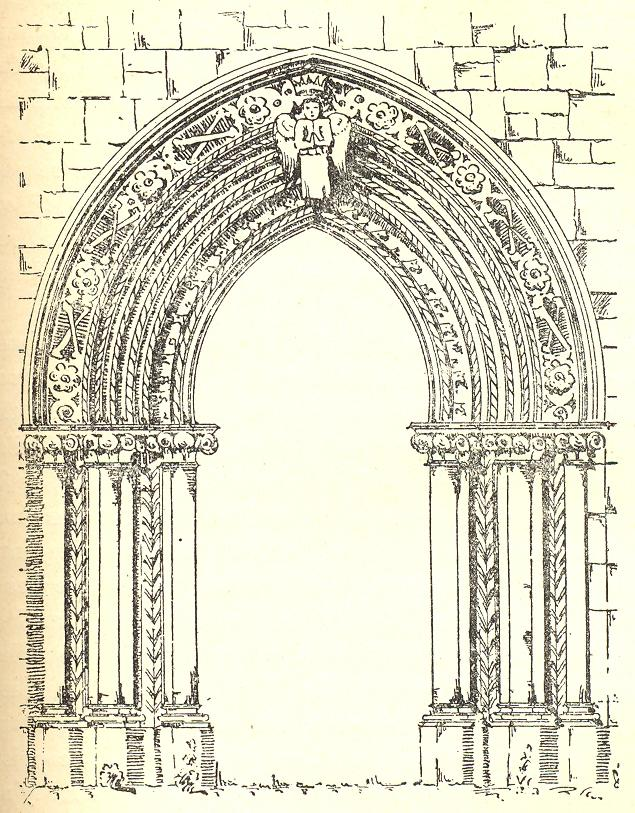
Disegno del portale della sala capitolare del 1755, poco prima che fosse rimosso dal sito.

L'abbazia fu fondata nel 1142 per ordine di San Malachia, arcivescovo di Armagh. Nel 1170 Mellifont aveva cento monaci e trecento fratelli laici. L'abbazia divenne il modello per altre abbazie cistercensi costruite in Irlanda, con il suo stile formale di architettura importato dalle abbazie dello stesso ordine in Francia e fu la principale abbazia d'Irlanda fino alla sua dissoluzione. Altre case cistercensi in Irlanda erano spesso chiamate "le figlie di Mellifont". Dal 1275 circa fu libera dal controllo inglese.

### Il Sinodo del 1152
Nel 1152 si tenne a Mellifont un importante sinodo come riportato negli Annali dei Quattro Maestri, in cui si afferma che al sinodo parteciparono vescovi e re insieme al legato pontificio, il cardinale Giovanni Paparoni (noto anche come cardinale Giovanni Paparo; San Malachia era morto circa quattro anni prima). La consacrazione della chiesa ebbe luogo nel 1157 e affermò l'autorità della Chiesa bandendo il re di Meath, Donnchadh Ua Maeleachlainn.
Vari re fecero donazioni per aiutare questa fondazione: Muirchertach Ua Lochlainn, Re dell'Ulster, donò bestiame, oro e anche una terra cittadina locale, Donnchad Ua Cearbhall, il re di Airgialla (Oriel), che aveva donato la terra, donò anche oro, mentre Derbforgaill, la moglie di Tigernan Ua Ruairc donò oro, un calice e tovaglie d'altare.

### Dopo lo scioglimento
L'abbazia fu sciolta nel 1539, quando divenne una casa fortificata, costruita da Edward Moore nel 1556 con materiali prelevati dall'antica abbazia.
Nel 1603 fu concordato il Trattato di Mellifont tra la Corona inglese e Hugh O'Neill, conte di Tyrone, nei terreni dell'abbazia. Mellifont era allora di proprietà del I visconte Moore, che era un caro amico di Lord Tyrone, e lo aiutò a persuaderlo a firmare il Trattato. La famiglia Moore, divenuta poi Conti di Drogheda, rimase proprietaria di Mellifont fino al 1727.
Guglielmo d'Orange utilizzò Mellifont Abbey House come suo quartier generale durante la Battaglia del Boyne nel 1690.

## Descrizione
L'abbazia di Mellifont è ora in rovina. Dell'edificio originale rimane poco, tranne un lavabo del XIII secolo (dove i monaci si lavavano le mani prima di mangiare), alcuni archi romanici e una sala capitolare del XIV secolo.

## Nuova Abbazia di Mellifont
La nuova abbazia di Mellifont ospita i monaci cistercensi e si trova a Collon, un piccolo villaggio e cittadina nell'angolo sud-ovest della contea di Louth, sulla strada nazionale principale N2. Supportata dal cardinale McRory, fu rifondata nel 1938 dai monaci dell'abbazia di Mount Melleray che acquistarono Oriel Temple, la residenza di Lord Massareene (ex residenza del primo barone Oriel John Foster MP l'ultimo presidente della Camera dei Comuni irlandese), il terreno era originariamente di proprietà dell'antica abbazia di Mellifont. Nel 1945 fu elevata al rango di Abbazia. Oltre alla Fattoria, gestisce anche un giardino (Mellifont Abbey Gardens) e un vivaio/garden center aperto al pubblico. Come da tradizione benedettina l'abbazia offre una foresteria per coloro che desiderano soggiornare.
Nel 1998 il dottor Sean Brady (futuro cardinale) e il cardinale Cahal Daly hanno officiato una messa con la comunità di Mellifont presso l'antica abbazia di Mellifont, per celebrare i 900 anni dalla fondazione dell'ordine cistercense in Irlanda e l'850 anniversario della morte di San Malachia, così come il 60º anniversario della ricostituzione della comunità.
Nel 2019 ha ospitato fratelli e sorelle delle comunità cistercensi in Irlanda e alcuni dalla Scozia e dall'Inghilterra per celebrare il 900º anniversario della prima carta di carità cistercense